# 中井信彦
中井 信彦（なかい のぶひこ、1916年3月14日 - 1990年11月27日）は、日本の歴史学者。専攻は近世経済思想、農業思想。

## 来歴
台湾生まれ。1938年慶應義塾大学卒、杉野女子短期大学教授をへて1963年慶大教授、1973年「歴史学的方法の基準」で毎日出版文化賞、1980年同書で慶大文学博士、定年となり愛知大学教授。1989年『色川三中の研究 伝記編』で角川源義賞受賞。

## 著書
- 『昔の農業』さ・え・ら書房 (ぼくたちの研究室)1953
- 『むかしの商業』さ・え・ら書房(ぼくたちの研究室)1956
- 『二宮尊徳』金子書房(少年少女新伝記文庫)1956
- 『日本の農業 田畑と農民の歴史』さ・え・ら書房(ぼくたちの研究室)1961
- 『幕藩社会と商品流通』1961 塙選書
- 『大原幽学』吉川弘文館(人物叢書)1963 新装版　1989、オンデマンド版　2024　ISBN　9784642751629
- 『転換期幕藩制の研究 宝暦・天明期の経済政策と商品流通』塙書房 1971
- 『大江戸アイデアマン 平賀源内の一生』さ・え・ら書房(日本史の目)1972
- 『歴史学的方法の基準』1973 塙選書
- 『日本の歴史 21 町人』小学館 1975 のち文庫
- 『色川三中の研究 伝記篇』塙書房 1988.9
- 『色川三中の研究 学問と思想篇』塙書房 1993.2

### 校註
- 『片葉雑記 色川三中黒船風聞日記』慶友社 1986.7